# Головичи (Могилёвская область)
Голови́чи (бел. Галавічы) — деревня в составе Первомайского сельсовета Дрибинского района Могилёвской области Республики Беларусь.

## История
Упоминается в 1729 году как деревня в составе Бардиловского войтовства Могилевской экономии в Оршанском повете ВКЛ.

## Население
- 1999 год — 97 человек
- 2010 год — 49 человек